# Герман (генерал)
Вижте пояснителната страница за други личности с името Герман.
Герман (на латински: Germanus; на гръцки: Γερμανός, † 550 г. в Сердика) e генерал на Византия през 6 век. Той е племенник на император Юстин I и братовчед на Юстиниан I.
Герман е женен за Пасара, дъщеря на Аниция Юлиана от знатната фамилия Аниции. Баща е на военачалниците Юстин и Юстиниан и на Юстина, която се омъжва за генерал Йоан, племенник на военачалника Виталиан.
Герман става талантлив генерал и през 525 г. е назначен за magister militum на Тракия (per Thracias). В Тракия се сражава успешно срещу антите. По-късно става и magister militum praesentalis, от 536 г. носи почетните титли патриций и консул.
През 536 г. е изпратен в Африка, където потушава въстанието на Стотзас и реорганизира местното управление. През 540 г. е изпратен в Антиохия, за да организира защитата на града срещу сасанидския цар Хосрой I, но е принуден да изостави града. През 541 г. се връща в Константинопол, където изпада в немилост, главно поради враждебното отношение на императрицата: Теодора виждала в негово лице евентуален наследник на Юстиниан и била раздразнена от факта, че Герман омъжва дъщеря си за влиятелния лидер на федератите Йоан, племенник на Виталиан. След смъртта на императрицата Герман си възвръща благоволението на императора, към когото засвидетелствал вярност, отказвайки да вземе участие в заговора на Артабан и Арсакий, които възнамерявали да го поставят на мястото на Юстиниан, и съдействайки за разкриването на конспираторите.
През 550 г. има задачата да спре напредъка на осготския крал Тотила в Италия, като замени Велизарий начело на пехотноте сили в Италия. За тази цел Герман събира в Сердика нова войска от Тракия и Илирик и се жени за Матазуента, внучка на остготския крал Теодорих Велики. През 551 г. има от нея син, който е роден след неговата смърт и се казва също Герман Постум († 605 г.), който е осиновен от император Тиберий II и женен от 582 г. за първородната му дъщеря Харито и издигнат за цезар.
Докато Герман подготвя армията си в Сердика славяните предприемат поход към Солун и императорът му нарежда да ги спре, но изправени пред голямата римска войска те сами се оттеглят.
Малко преди тръгването си към Италия Герман се разболява и умира в Сердика.